# Neogoniolithon
Neogoniolithon, rod crvenih algi iz porodice Spongitaceae, dio potporodice Neogoniolithoideae. Postoji četrdesetak priznatih vrsta
Rod je opisan 1943.; tipična je vrsta morska alga N. fosliei.

## Vrste
1. Neogoniolithon accretum (Foslie & M.Howe) Setchell & L.R.Mason
2. Neogoniolithon acropetum (Foslie & M.Howe) W.H.Adey
3. Neogoniolithon affine (Foslie & M.Howe) Setchell & L.R.Mason
4. Neogoniolithon assitum (Foslie) Setchell & L.R.Mason
5. Neogoniolithon atlanticum Tâmega, Riosmena-Rodríguez, Mariath & M.Figueiredo
6. Neogoniolithon brassica-florida (Harvey) Setchell & L.R.Mason
7. Neogoniolithon caribaeum (Foslie) Adey
8. Neogoniolithon ceylonense (Foslie) W.H.Adey
9. Neogoniolithon clavacymosum W.H.Adey, R.A.Townsend & Boykins
10. Neogoniolithon contii (Mastrorilli) D.Basso
11. Neogoniolithon crassifructum V.Krishnamurthy & Jayagopal
12. Neogoniolithon desikacharyi V.Krishnamurthy & Jayagopal
13. Neogoniolithon dispalatum (Foslie & M.Howe) W.H.Adey
14. Neogoniolithon erosum (Foslie) W.H.Adey
15. Neogoniolithon finitimum (Foslie) Setchell & L.R.Mason
16. Neogoniolithon fosliei (Heydrich) Setchell & L.R.Mason - tip
17. Neogoniolithon ganesanii V.Krishnamurthy & Jayagopal
18. Neogoniolithon hauckii (Rothpletz) R.A.Townsend & Huisman
19. Neogoniolithon hirtum (Me.Lemoine) Afonso-Carrillo
20. Neogoniolithon krusadii V.Krishnamurthy & Jayagopal
21. Neogoniolithon mamillare (Harvey) Setchell & L.R.Mason
22. Neogoniolithon martellii (Samsonoff) Setchell & L.R.Mason
23. Neogoniolithon megacarpum W.H.Adey
24. Neogoniolithon megalocystum (Foslie) Setchell & L.R.Mason
25. Neogoniolithon misakiense (Foslie) Setchell & L.R.Mason
26. Neogoniolithon oblimans (Heydrich) P.C.Silva
27. Neogoniolithon orthoblastum (Heydrich) Setchell & Mason
28. Neogoniolithon palkense V.Krishnamurthy & Jayagopal
29. Neogoniolithon propinquum (Foslie) Me.Lemoine
30. Neogoniolithon pudumadamense V.Krishnamurthy & Jayagopal
31. Neogoniolithon racemosum (Kützing) Basso & Rodondi
32. Neogoniolithon rhizophorae (Foslie & M.Howe)) Setchell & L.R.Mason
33. Neogoniolithon rufum W.H.Adey, R.A.Townsend, & Boykins
34. Neogoniolithon rugulosum W.H.Adey, R.A.Townsend & Boykins
35. Neogoniolithon scabridum (Foslie) Me.Lemoine
36. Neogoniolithon setchellii (Foslie) W.H.Adey
37. Neogoniolithon siankanensis L.E.Mateo-Cid, A.C.Mendoza-González & P.W.Gabrielson
38. Neogoniolithon spectabile (Foslie) Setchell & L.R.Mason
39. Neogoniolithon strictum (Foslie) Setchell & L.R.Mason
40. Neogoniolithon tenuicrustaceum Iryu & Matsuda
41. Neogoniolithon tiruchendurense V.Krishnamurthy & Jayagopal
42. Neogoniolithon trichotomum (Heydrich) Setchell & L.R.Mason
43. Neogoniolithon variabile D.Zhang & J.Zhou